# Domberg

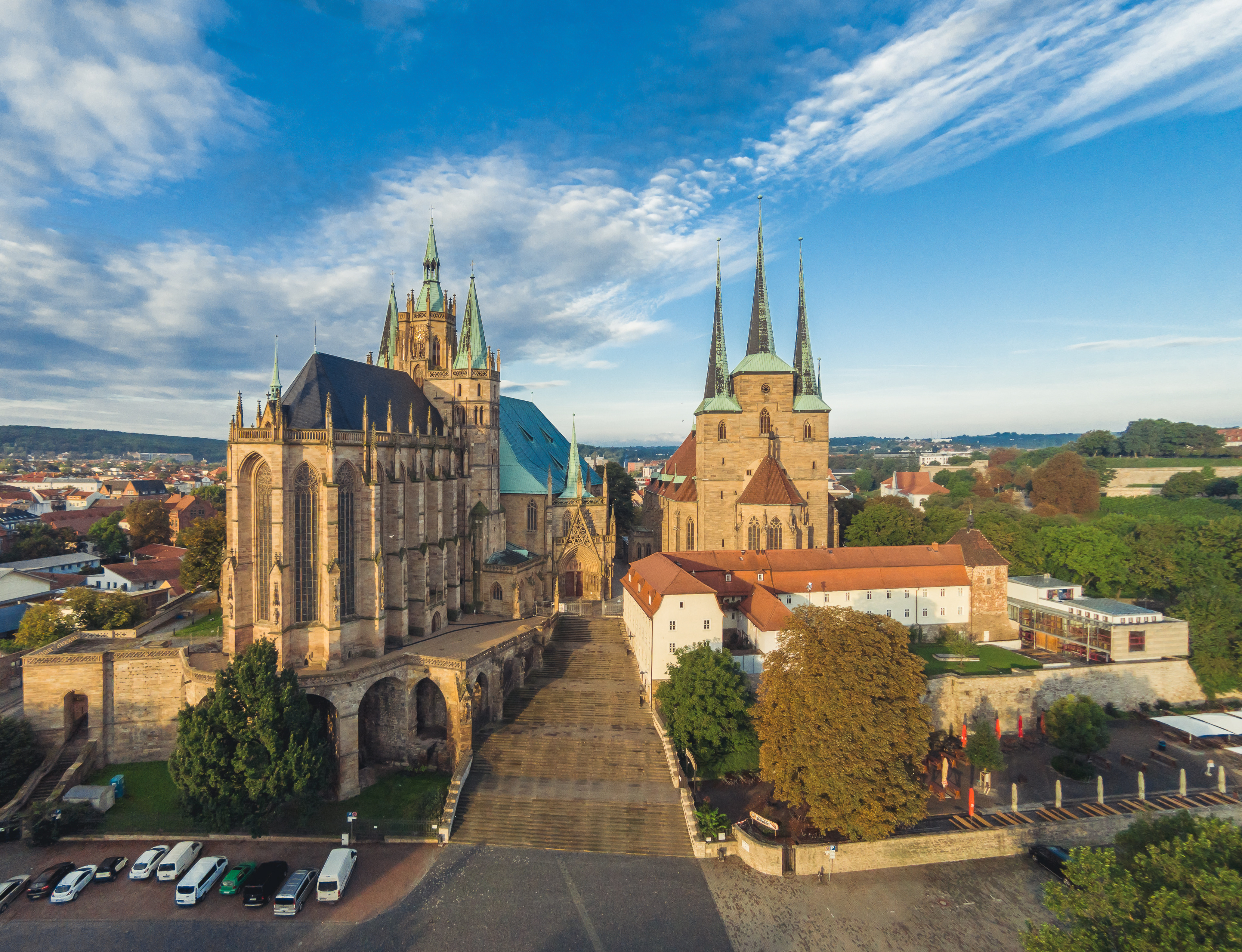
Domberg con la Cattedrale di Erfurt (a sinistra) e la Severikirche (a destra). Al cento i gradini che portano in cima alla collina.

Il Domberg, anche Domhügel, precedentemente chiamato Unterberg, è una collina che si trova nel centro storico di Erfurt. L'insieme architettonico unico del Duomo e della Chiesa di San Severo, con le loro sei torri, è il punto di riferimento della capitale dello stato della Turingia.
Come ultimo ramo delle Alacher Heights, il Domberg si erge sopra la Domplatz. Da questa, 70 gradini conducono alla cattedrale.
La campana "Gloriosa", del XV secolo, è una delle più grandi campane a oscillazione libera al mondo.
Il Duomo sul Domberg venne registrato per la prima volta in un documento del 1117. Oltre alle due chiese, i documenti provano anche un antico monastero di San Paolo e un castello dell'arcivescovo di Magonza sul Domberg. La collina perse presto la sua importanza militare per la vicina cittadella di Petersberg.
Fece parte della provincia prussiana di Sassonia, in quanto inserita nel contesto del distretto di Erfurt (dal 1816), uno dei tre voluti dal Regno di Prussia assieme al distretto di Mühlhausen e al distretto di Nordhausen.